# Tuffalun
Tuffalun ist eine französische Gemeinde mit 1.734 Einwohnern (Stand: 1. Januar 2022) im Département Maine-et-Loire in der Region Pays de la Loire. Sie gehört zum Arrondissement Saumur und zum Kanton Doué-en-Anjou. Tuffalun wurde zum 1. Januar 2016 als commune nouvelle aus den Gemeinden Ambillou-Château, Louerre und Noyant-la-Plaine gebildet. Der Verwaltungssitz befindet sich in Ambillou-Château. 

## Geographie
Tuffalun liegt etwa 28 Kilometer südöstlich vom Stadtzentrum von Angers. Umgeben wird Tuffalun von den Nachbargemeinden Gennes-Val-de-Loire im Norden, Louresse-Rochemenier im Osten und Südosten, Doué-en-Anjou im Süden und Südwesten sowie Brissac Loire Aubance im Westen und Nordwesten.

## Gliederung
| Ortsteil                           | ehemaliger INSEE-Code | Fläche (km²) | Einwohnerzahl (2016) |
| ---------------------------------- | --------------------- | ------------ | -------------------- |
| Ambillou-Château (Verwaltungssitz) | 49003                 | 19,99        | 927                  |
| Louerre                            | 49181                 | 14,44        | 482                  |
| Noyant-la-Plaine                   | 49230                 | 04,99        | 365                  |

## Sehenswürdigkeiten
Siehe auch: Liste der Monuments historiques in Tuffalun

### Ambillou-Château
- Dolmen Le Bois Raymond
- Kirche
- Burgruine La Grézille

### Louerre
- Kirche Saint-Maurice
- Turm Beauregard
- Herrenhaus von Vau aus dem 16. Jahrhundert
- Herrenhaus von Le Bois Noblet aus dem 16. Jahrhundert
- Herrenhaus von La Félonière aus dem 17. Jahrhundert

### Noyant-la-Plaine
- Kirche

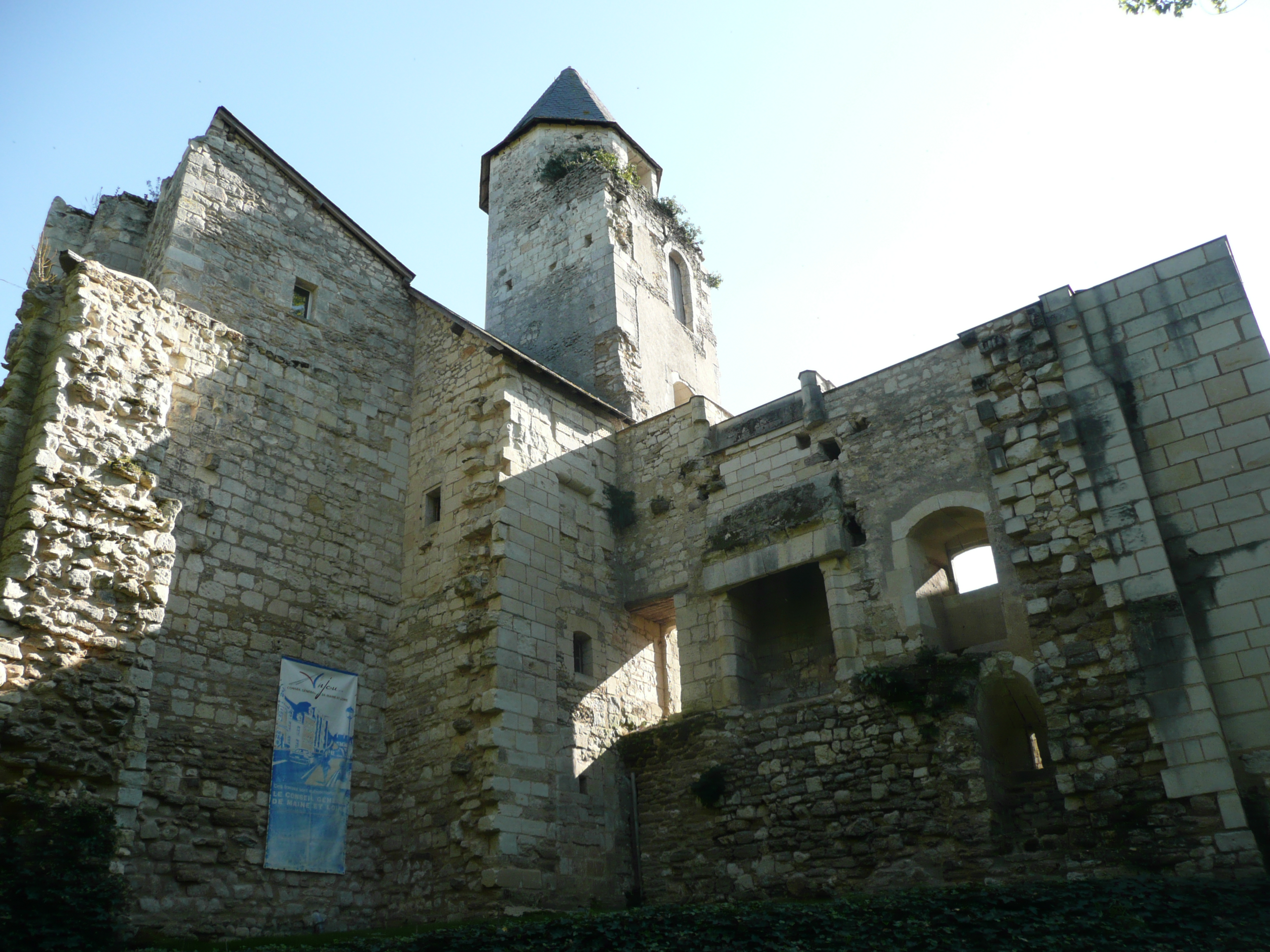
Burgruine La Grézille in Ambillou-Château
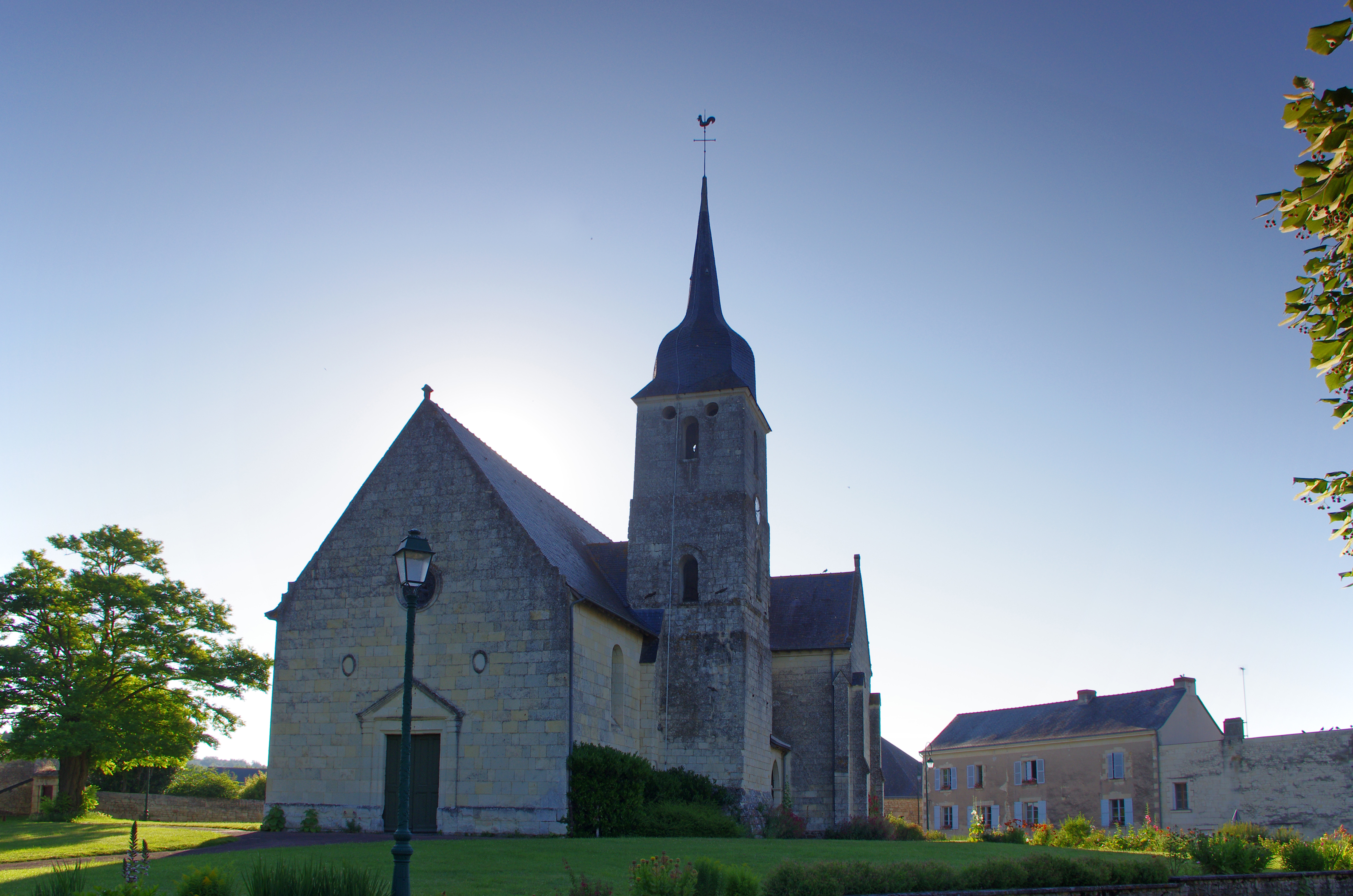
Kirche Saint-Maurice in Louerre
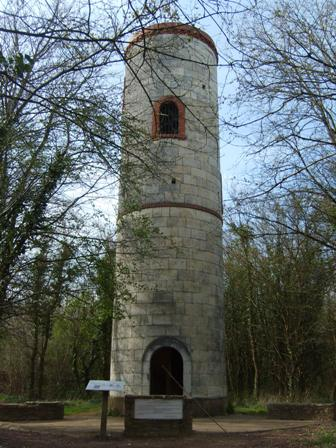
Turm Beauregard in Louerre
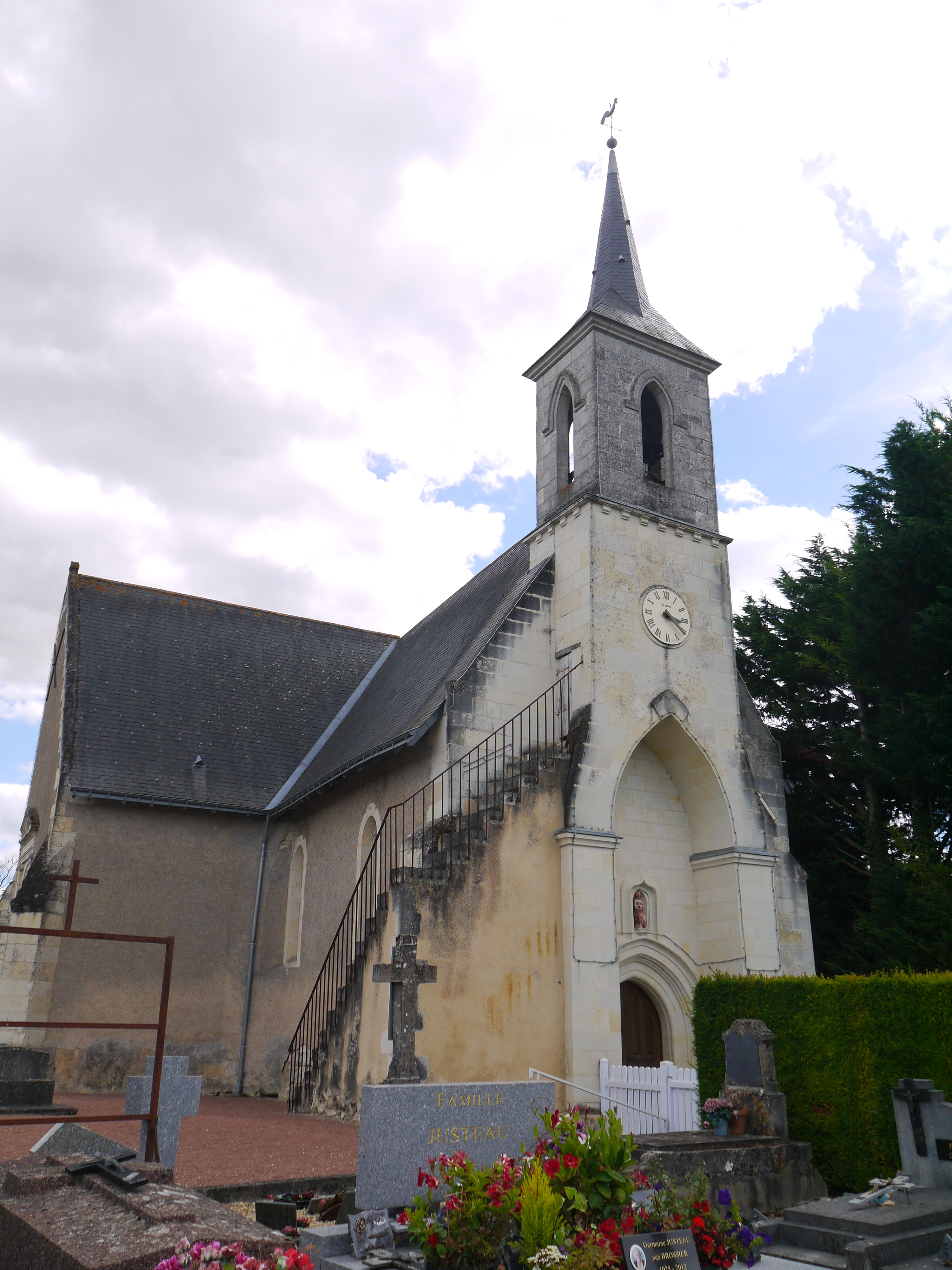
Kirche von Noyant-la-Plaine

## Persönlichkeiten
- Louis Grignon (1748–1825), General